# Biểu tình cơm chiên trứng

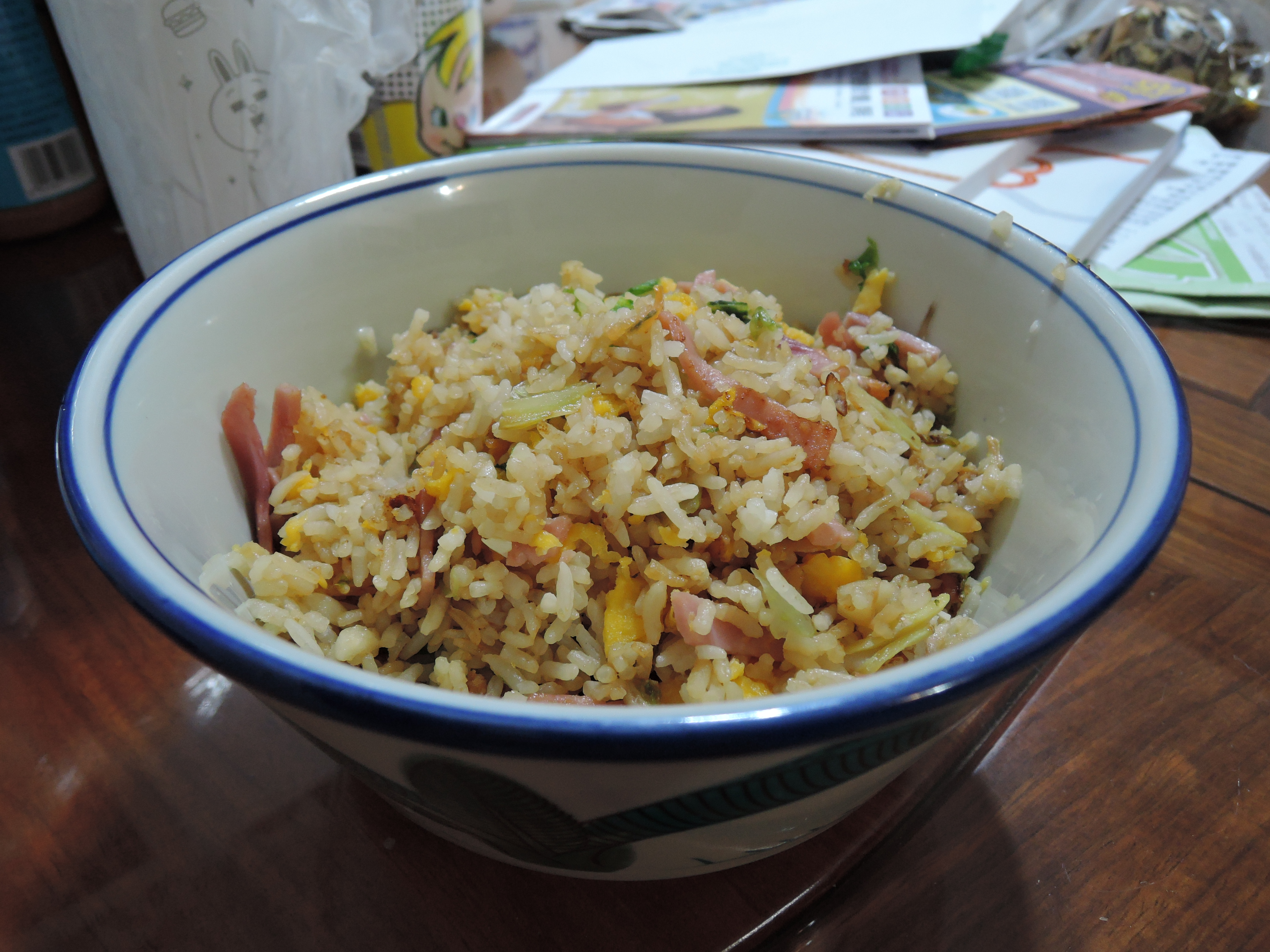
Hình ảnh cho món cơm chiên trứng.

Biểu tình cơm chiên trứng là một hình thức biểu tình trên không gian mạng được người dùng Internet Trung Quốc sử dụng để chống lại chính phủ, diễn ra hàng năm vào ngày 23 tháng 10, ngày sinh của Mao Ngạn Anh, con trai của Mao Trạch Đông hoặc vào ngày 25 tháng 11, ngày mất của ông. Việc đăng các công thức nấu món cơm chiên trứng như một hành vi trêu đùa chính trị tinh vi vào cái chết của Mao Ngạn Anh trong Chiến tranh Triều Tiên; những bài đăng như vậy thường bị các quan chức Trung Quốc chặn hoặc gỡ xuống và có thể dẫn đến những biện pháp trừng phạt đối với những người liên quan.

## Bối cảnh
Mao Ngạn Anh làm việc trong Bộ tham mưu của Bành Đức Hoài ở khu vực Đông Bắc trong chiến tranh Triều Tiên. Vào rạng sáng ngày 25 tháng 11 năm 1950, ông đã ngủ quên. Theo một số lời kể, khi tỉnh dậy, ông đã lấy trứng trong kho quân nhu và nấu bữa sáng cho bản thân bất chấp lệnh chỉ được nấu ăn vào ban đêm vì nguy cơ Hoa Kỳ không kích. Khi đang làm một chảo cơm chiên trứng, ông được cho là đã thiệt mạng trong một cuộc tấn công bằng bom napalm của lực lượng Hoa Kỳ trong khu vực. Nhiều người cũng đã bị liên lụy.
Trong khi tính xác thực của câu chuyện bị nghi ngờ, thì nhiều người dùng Internet đã đăng tải công thức nấu món cơm chiên trứng hàng năm vào tháng 10 hoặc tháng 11 như một hình thức phản đối chính phủ Trung Quốc. Năm 2019, Học viện Lịch sử Trung Quốc (tiếng Trung: 中国历史研究院 đã tuyên bố câu chuyện cơm chiên trứng chỉ là tin đồn vô căn cứ nhằm bôi nhọ sự hi sinh của Mao Ngạn Anh. Học viện trích dẫn các tài liệu Hoa Kỳ được giải mật cho thấy vị trí căn cứ nơi Mao Ngạn Anh bị trúng bom đã bị Hoa Kỳ phát hiện thông qua việc dò sóng vô tuyến liên lạc, không liên quan gì đến khói bếp nấu ăn.

## Hậu quả
Vào tháng 10 năm 2020, một blogger ẩm thực nổi tiếng có tên Vương Cương (tiếng Trung: 王刚) đã đăng tải một công thức cơm chiên trứng và bị các quan chức buộc phải đăng lời xin lỗi. Anh đã bị cáo buộc sử dụng video "ngụ ý chính trị ác ý" xúc phạm đến di sản của Mao Trạch Đông.
Vào ngày 23 tháng 10 năm 2021, một nhánh của công ty China Unicom đã đăng tải một số công thức cơm chiên và tài khoản Weibo của công ty này đã bị đình chỉ, tất cả bình luận của bài đăng đều bị khóa. Tài khoản đã bị đình chỉ do đăng bài "xúc phạm Chí nguyện quân Nhân dân" chiến đấu với những người cộng sản Triều Tiên trong chiến tranh. Một người đàn ông đã đăng một bình luận vào ngày 8 tháng 10 năm 2021 về món cơm chiên mà chính quyền cho là "đáng ghét" đã bị bỏ tù 10 ngày. Bình luận ông đã đăng được mô tả, "Kết quả lớn nhất của Chiến tranh Triều Tiên là cơm chiên trứng: cảm ơn, cơm chiên trứng! Nếu không có cơm chiên trứng, chúng tôi [Trung Quốc] sẽ không khác gì Triều Tiên. Đáng buồn thay, ngày nay cũng chẳng có điều gì khác biệt cả".

### Phản ứng chính thức
Kiểm soát các bài đăng về cơm chiên trứng trong tháng 10 và tháng 11 và công khai chỉ trích những người có liên quan "dường như là một phương pháp để xây dựng môi trường Internet tuân thủ các giá trị cốt lõi của xã hội chủ nghĩa". Câu chuyện cơm chiên trứng liên quan đến cái chết của Mao Ngạn Anh chưa bao giờ được xác nhận và điều này đã khiến những người theo chủ nghĩa dân tộc Trung Quốc và các quan chức Đảng Cộng sản Trung Quốc phẫn nộ. Học viện Lịch sử Trung Quốc (tiếng Trung: 中国历史研究院), một học viện do nhà nước điều hành được thành lập vào năm 2019 đã tố cáo những câu chuyện cơm chiên trứng là tin đồn lan truyền bởi những kẻ có "lòng dạ xấu xa" nhằm mục đích "làm giảm hình ảnh anh hùng về sự hi sinh anh dũng của Mao Ngạn Anh". Học viện trích dẫn các tài liệu được giải mật và tuyên bố vị trí của ông đã bị phát hiện thông qua các đường truyền vô tuyến.